# Aeroportul Aleksandrowice
Aeroportul Aleksandrowice (IATA: QEO, ICAO: EPBA) este un aeroport din Bielsko-Biała, Voievodatul Silezia, Polonia. A fost deschis în 1933.
Situat la o altitudine de 401 m, aeroportul dispune de o singură pistă.